# Piet Parra

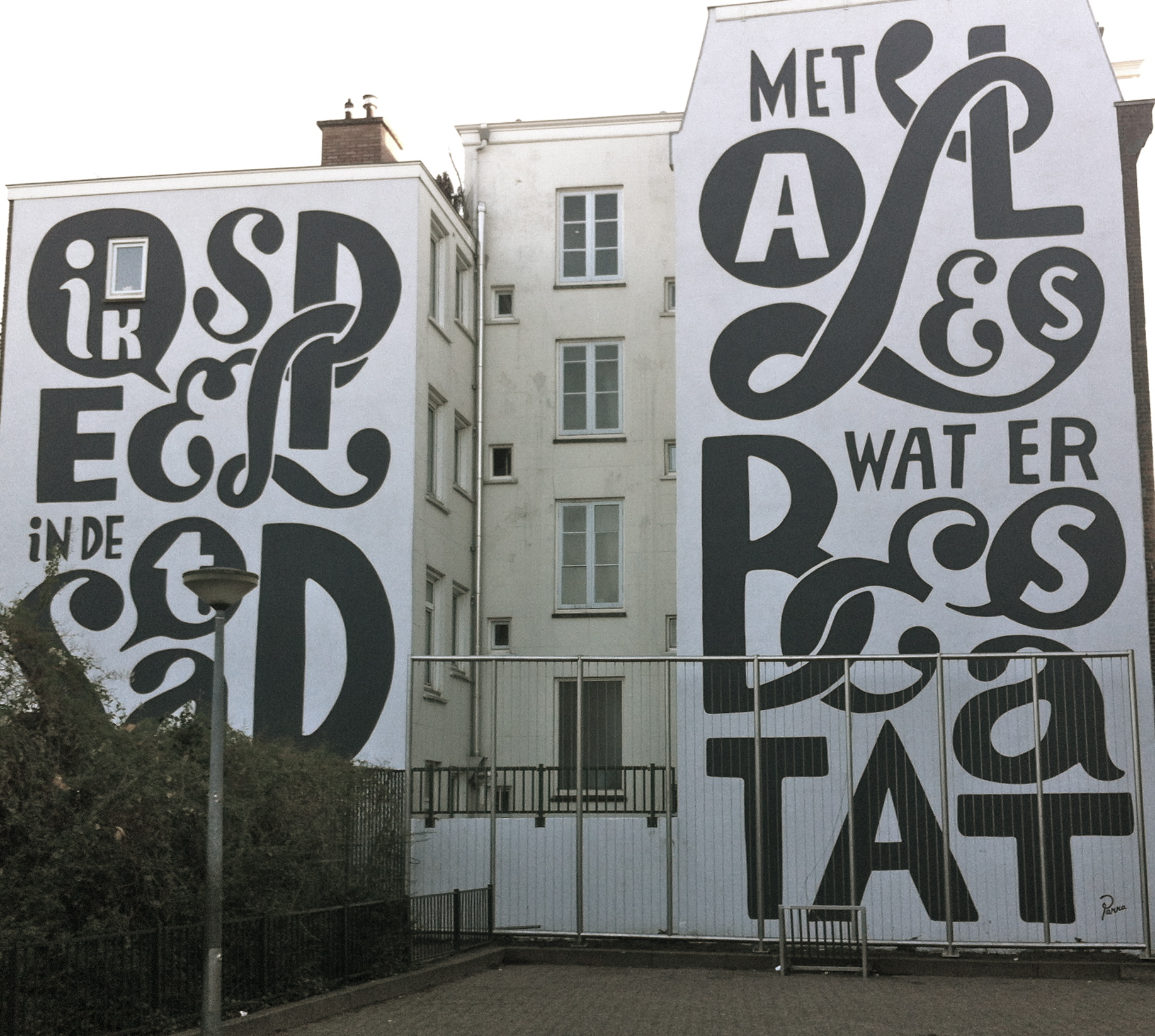
Kunstwerk (Piet) Parra bij de Thijssenschool aan de Tuinstraat (Amsterdam)

Pieter Janssen (1976), beter bekend onder zijn artiestennaam Piet Parra, is een Nederlands beeldend kunstenaar uit Amsterdam. Onder de naam Parra maakt Janssen schilderijen, sculpturen en grafisch werk. Ook ontwierp hij een aantal schoenen van Nike, waaronder de Air Max 1 'Cherrywood' en de Air Max 95 'The Running Man'. In 2005 ontwierp hij de 'Nike SB Zoom FC', een sneaker opgedragen aan de skate-crew Fret Click, waarvan hij zelf ook deel uitmaakte. Janssen is medeoprichter en creatief hoofd van het merk Rockwell Clothing, dat vanaf 2015 werd voortgezet onder de naam By Parra. Daarnaast voert hij zo nu en dan bij zijn werk passende opdrachten uit via voor zijn agentschap Big Active in Londen.
Parra's management is Constant Artists uit Los Angeles.
Janssen is een van de leden van de popwavegroep Le Le. Naast de muzikale producties maakte hij onder andere een videoclip voor het nummer Breakfast. Daarnaast heeft hij alle albumhoezen van Le Le ontworpen, alsmede de hoes van Het Grote Gedoe 2: Angst en Walging van Faberyayo en Vic Crezée. Parra is tevens verantwoordelijk voor het ontwerp op de kaft van drie boeken van Pepijn Lanen, namelijk Sjeumig, Naamloos en Het wapen van sjeng
Parra's laatste muziekproject heet MICH en heeft in 2017 een album uitgebracht onder het Amsterdamse platenlabel Excelsior.
In 2010 was Janssen verantwoordelijk voor het kunstenaarsaffiche voor de 75e Boekenweek georganiseerd door de CPNB.
Het kledingmerk Patta bracht in november 2019 een door Parra ontworpen "protestshirt tegen Zwarte Piet" in de handel en kondigde aan dat de winst ten goede zou komen van de actiegroep Kick Out Zwarte Piet.

## Solotentoonstellingen (selectie)[2]
- 2022      Hold on to your mini horses, RuRkowski;68 Gallery, Paris, France
- 2019     i seriously doubt it, Over the Influence, Hong Kong
- 2018     Angstig konijn in het Flevopark
- 2018     gevluchte appel op gebouwcomplex De spreeuwen in de Houthaven
- 2016     No Work Today, Joshua Liner Gallery, New York, NY
- 2016     I Can’t Look at Your Face Anymore, RuRkowski;68 Gallery, Cologne, Germany
- 2015      Yer So Bad, Jonathan Levine Gallery, New York, NY
- 2015      Parra (a 10-year survey, The story so far), Kunsthal, Rotterdam
- 2015      Salut, Alice Gallery, Brussels, Belgium
- 2014      Same Old Song, HVW8 Gallery, Los Angeles, CA
- 2013     And Wait for Something to Happen, RuRkowski;68 Gallery, Cologne, Germany
- 2013      Il Senso di Colpa, Galleria Patricia Armocida, Milan, Italy
- 2013      Tracy Had a Hard Sunday, Jonathan Levine Gallery, New York, NY
- 2012      Kind Regrets, HVW8 Gallery, Los Angeles, CA
- 2012      Weirded Out, 60 feet indoor mural for the SFMOMA, San Francisco, CA
- 2011      The How Original Show, HVW8 Gallery, Los Angeles, CA
- 2010      The Amsterdam Show, Common Gallery, Tokyo, Japan
- 2010      Yes Yes Yes, Project Space, Los Angeles, CA
- 2009      I Like the Tee Shirt but I Will Get the Painang, Pool Gallery, Berlin, Germany
- 2009      The Disco of Italo, Patricia Armocida Gallery, Milan, Italy
- 2009      Is That a Gun My Friend?, HVW8 Gallery, Los Angeles, CA
- 2008      Boo to the Hoo, Lazy Dog Gallery, Paris, France
- 2007      Parrived, Arrive, Miami, FL
- 2007      LaLaLa, HVW8 Gallery, Los Angeles, CA
- 2007      The Of Best, Vallery Galley, Barcelona, Spain
- 2007      Random Tits, Reed Space, New York, NY
- 2006      Tits and Typo, Kemistry Gallery, London, United Kingdom
- 2006      The Art of Parra, Toykyo, Ghent, Belgium
- 2006      I really like it but could you change the colors & the design?, Lazy Dog Gallery, Paris, France